# Alfred Schmitt
| 1215 Boyer       | 19 gennaio 1932 |
| 1614 Goldschmidt | 18 aprile 1952  |
| 1622 Chacornac   | 15 marzo 1952   |
| 3156 Ellington   | 15 marzo 1953   |

Alfred Schmitt (Bust, 30 novembre 1907 – Strasburgo, 2 aprile 1975) è stato un astronomo francese.
Laureatosi in matematica all'Università di Strasburgo nel 1929, trovò subito impiego all'Osservatorio di Algeri dove conobbe e sposò la collega Odette Bancilhon. Nel 1949 divenne assistente all'Osservatorio di Strasburgo e successivamente all'Osservatorio Reale del Belgio ad Uccle. Nel 1958 venne nominato direttore dell'Osservatorio di Quito in Ecuador.
Il Minor Planet Center gli accredita la scoperta di quattro asteroidi, effettuate tra il 1932 e il 1953.
Gli è stato dedicato l'asteroide 1617 Alschmitt.